# Rosa Sels
Rosa Sels (* 26. September 1943) ist eine ehemalige belgische Radrennfahrerin.
Rosa Sels war eine der erfolgreichsten Straßen-Rennfahrerinnen Anfang der 1960er Jahre. 1960 sowie 1963 wurde sie Vize-Weltmeisterin, 1964 Dritte der WM. 1960 wurde sie zudem Belgische Meisterin und belegte mehrfach Podiumsplätze bei den nationalen Meisterschaften.
Rosa Sels hatte vier Geschwister. Ihr Bruder Edward wurde 1964 Belgischer Straßenmeister, und auch ihr jüngerer Bruder Karel war ein erfolgreicher Rennfahrer.